# René Kolb-Bernard
René Kolb-Bernard, né le 9 janvier 1896 à Angoulême et est mort le 28 décembre 1965 à Las Palmas, est un officier de marine, résistant et diplomate français.

## Biographie
Joseph Marie Antoine René Kolb-Bernard est le fils de Fernand Kolb-Bernard, zouave pontifical, sous-préfet des Sables-d'Olonne, et de Madeleine Sazerac de Forge, et le petit-fils de Charles Kolb-Bernard ainsi que l'arrière petit-fils de Jean-Baptiste Sazerac de Forge.
Un de ses frères, Maurice, était marin pendant la Première Guerre mondiale et a été porté disparu le 19 janvier 1915. Un autre de ses frères, Jean, était capitaine dans l'armée et est également mort pour la France des suites de la Première Guerre mondiale.
Il est entré à l'École navale en 1915 et a acquis le garde le lieutenant de vaisseau en 1923.
Il interrompt sa carrière militaire en 1924 puis est mobilisé en 1939.  
Il se marie le 12 mars 1947 à Alice Lapize. 

### Résistance
René Kolb-Bernard rejoint l'Angleterre et rallie la France Libre le 1er juillet 1940. Il est nommé lieutenant de vaisseau par l'amiral Muselier des FNFL le 29 juillet 1940. Il commande la Marine au Levant de juillet 1941 à janvier 1944. Il participe aux manœuvres du débarquement sur la Roselys.

### Carrière diplomatique
Après la guerre, René Kolb-Bernard entame une carrière au ministère des Affaires étrangères : il a été consul à Southampton, Calcutta, Palma de Majorque etc. et ambassadeur de France au Nicaragua, au Honduras etc.

## Hommages
Il a été nommé officier de la Légion d'honneur en 1953, il a reçu la croix de guerre 1939-1945 et la médaille de la Résistance.